# Gert Harm ten Bolscher
G.H. (Gert Harm) ten Bolscher (Rijssen, 1969) is een Nederlandse politicus en bestuurder van de SGP. Sinds 19 juni 2019 is hij lid van de Gedeputeerde Staten van Overijssel, sinds 29 maart 2023 ook van de Provinciale Staten.

## Biografie
Ten Bolscher studeerde werktuigbouwkunde aan de Universiteit Twente. Van 1992 tot 1995 werkte hij als materiaal en proces engineer bij Fokker op Schiphol. Van 1995 tot 2016 werkte hij bij energie- en installatieadviesbureau DWA in Bodegraven en Rijssen, achtereenvolgens als projectleider, vestigingsleider en MT-lid. Van 2016 tot 2019 was hij algemeen directeur van Geas Energiewacht, een installatiebedrijf in Enschede.

### Politieke carrière
Van 2003 tot 2009 was Ten Bolscher actief als secretaris van de SGP-afdeling Overijssel en sinds 2016 is hij lid van de raad van advies van de landelijke SGP. Van 2015 tot 2019 was hij Statenlid van Overijssel en was hij namens de SGP-fractie onder andere woordvoerder van landbouw, natuur en economie. Sinds juni 2019 is hij gedeputeerde van Overijssel met in zijn portefeuille landbouw, natuur en facilitair. Bij de Provinciale Statenverkiezingen 2023 was hij in Overijssel lijsttrekker van de SGP, waarna hij wederom Statenlid werd.

## Persoonlijk
Ten Bolscher is getrouwd, heeft vier kinderen en is woonachtig in Rijssen. Hij is lid van de kerkenraad van de Hersteld Hervormde Gemeente Rijssen en bestuurslid van Stichting Reformatorische Publicatie.